# Brett Anderson
Brett Lewis Anderson (Haywards Heath (West Sussex), 29 september 1967) is de songwriter en zanger van de Engelse band Suede. Er zijn van hem twee soloalbums uitgegeven, Wilderness (2008) en Black Rainbows (2011).